# State Parks in North Carolina
Dies ist eine Liste der State Parks im US-Bundesstaat North Carolina :
- Carolina Beach State Park
- Chimney Rock State Park
- Cliffs of the Neuse State Park
- Crowders Mountain State Park
- Eno River State Park
- Falls Lake State Recreation Area
- Fort Fisher State Recreation Area
- Fort Macon State Park
- Goose Creek State Park
- Gorges State Park
- Hammocks Beach State Park
- Hanging Rock State Park
- Jockey’s Ridge State Park
- Jones Lake State Park
- Jordan Lake State Recreation Area
- Kerr Lake State Recreation Area
- Lake James State Park
- Lake Norman State Park
- Lake Waccamaw State Park
- Lumber River State Park
- Medoc Mountain State Park
- Merchants Millpond State Park
- Morrow Mountain State Park

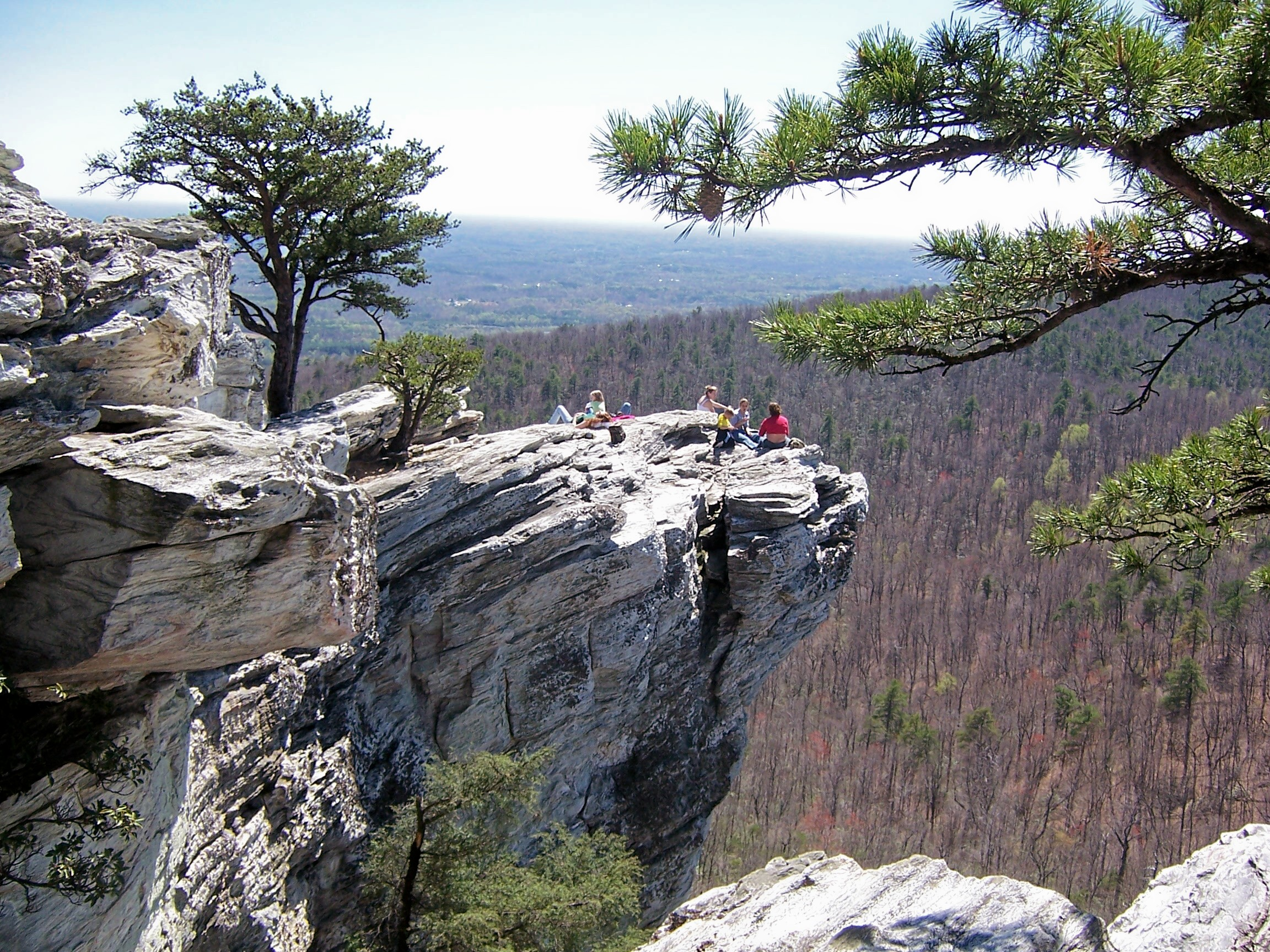
Hanging Rock State Park

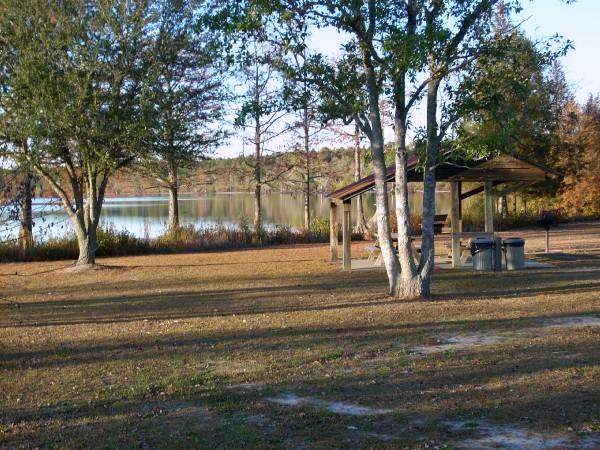
Jones Lake State Park

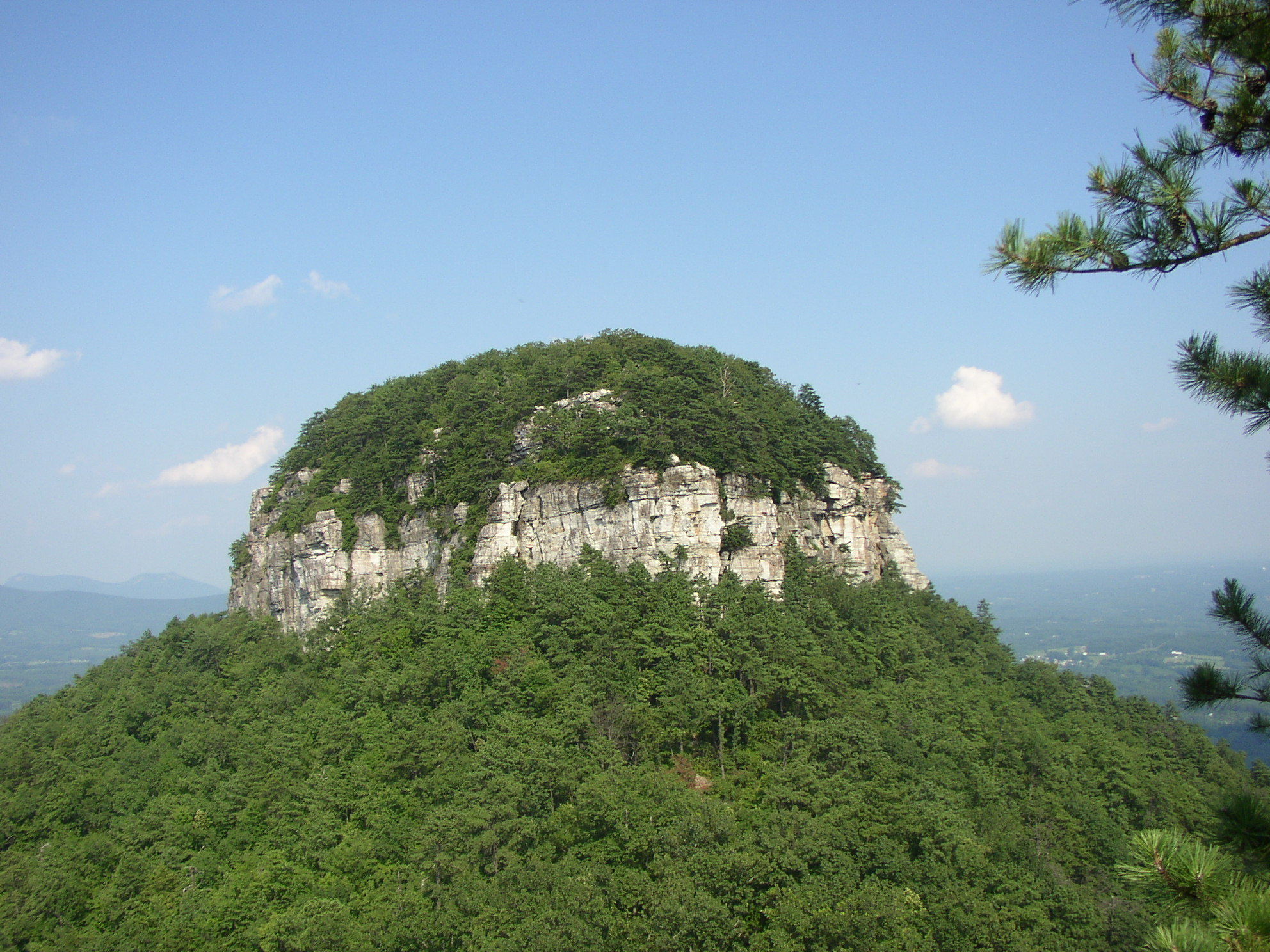
Pilot Mountain State Park

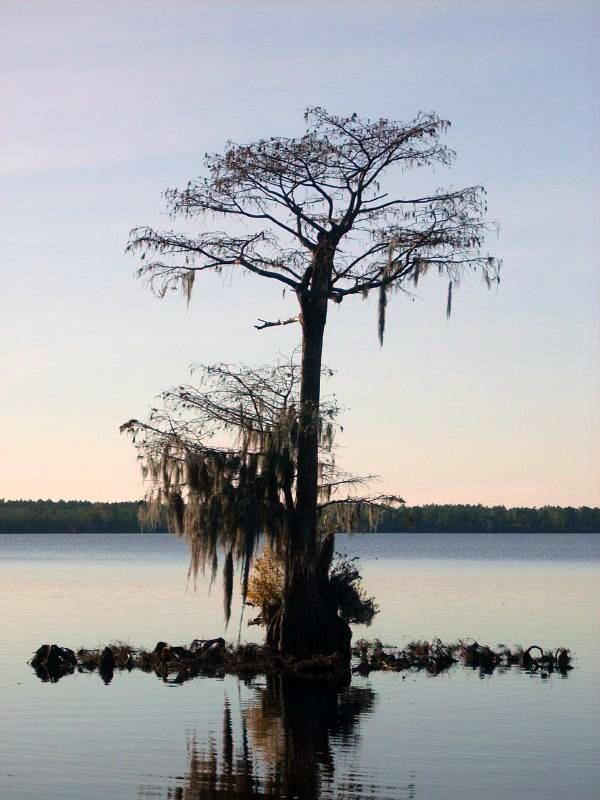
Singletary Lake State Park

- Mount Jefferson State Natural Area
- Mount Mitchell State Park
- New River State Park
- Occoneechee Mountain State Natural Area
- Pettigrew State Park
- Pilot Mountain State Park
- Raven Rock State Park
- Singletary Lake State Park
- South Mountains State Park
- Stone Mountain State Park
- Weymouth Woods-Sandhills Nature Preserve
- William B. Umstead State Park